# Coryneliospora rapaneicola
Coryneliospora rapaneicola är en svampart som beskrevs av D.A. Reid 1975. Coryneliospora rapaneicola ingår i släktet Coryneliospora och familjen Coryneliaceae.   Inga underarter finns listade i Catalogue of Life.